# NGC 1585
NGC 1585 ist eine Spiralgalaxie vom Hubble-Typ Sc im Sternbild Caelum am Südsternhimmel. Sie ist schätzungsweise 201 Millionen Lichtjahre von der Milchstraße entfernt und hat einen Durchmesser von etwa 70.000 Lichtjahren.
Im selben Himmelsareal befindet sich u. a. die Galaxie IC 2068.
Das Objekt wurde am 6. Dezember 1834 von John Herschel entdeckt.